# Dis-mineur
dis-mineur of dis klein (afkorting: D♯m) is een toonsoort met als grondtoon dis.

## Toonladders
De voortekening telt zes kruisen: Fis, Cis, Gis, Dis, Aïs en Eïs. Het is de parallelle toonaard van Fis-majeur. De enharmonisch gelijke toonaard van dis-mineur is es-mineur.
Er bestaan drie mogelijke varianten van dis-mineur:
- Natuurlijke mineurtoonladder: dis - eïs - fis - gis - aïs - b - cis - dis

- Harmonische mineurladder:dis - eïs - fis - gis - aïs - b - cisis - dis

- Melodische mineurladder: dis - eïs - fis - gis - aïs - bis - cisis - dis

## Bekende werken in dis-mineur
- Etude op. 8 nr. 12 - Aleksandr Skrjabin